# グリーン–久保公式
グリーン–久保公式(英: Green–Kubo relations)あるいは中野–久保公式とは、線形応答理論における、輸送係数をカレントの時間相関で表す関係式を一般化して定式化されたものである。メルヴィル・S・グリーン、中野藤生、久保亮五らの名前を冠して名付けられている。
外場{\displaystyle H'(t)=-AF(t)}による物理量{\displaystyle B}の線形応答{\displaystyle \operatorname {Tr} (\rho '(t)B)} は、応答関数を{\displaystyle \phi _{BA}(t)}とすると
{\displaystyle \operatorname {Tr} (\rho '(t)B)=\int _{-\infty }^{t}\phi _{BA}(t-t')F(t')dt'}
{\displaystyle \phi _{BA}(t)\equiv -{1 \over {i\hbar }}\operatorname {Tr} ([A,\rho _{0}]{\bar {B}}(t))={1 \over {i\hbar }}\operatorname {Tr} ([\rho _{0},A]{\bar {B}}(t))={1 \over {i\hbar }}\operatorname {Tr} ([A,{\bar {B}}(t)]\rho _{0})}
となる。

## 輸送係数におけるグリーン–久保公式
外場{\displaystyle F_{\mathrm {ex} }}が存在するとき、熱伝導率や粘性率などの輸送係数を{\displaystyle L(0)}、カレントを{\displaystyle {\boldsymbol {J}}}とすると、輸送係数は以下のように時間相関関数で表せる。
{\displaystyle L(0)=\lim _{F_{\mathrm {ex} }\to 0}L(F_{\mathrm {ex} })=\beta V\int _{0}^{\infty }\lim _{F_{\mathrm {ex} }\to 0}\langle J(0)J(t)\rangle _{F_{\mathrm {ex} }}dt}
ここで{\displaystyle \langle \quad \rangle _{F_{\mathrm {ex} }}}は外場{\displaystyle F_{\mathrm {ex} }}があるときのアンサンブル平均である。

## 導出

### 系のハミルトニアン
ある系が時間 t について t = −∞ で熱平衡状態であるとする。この時点で系に外場は印加されていない。時間 t に依存する外場 H′(t)を考え、これが最初の時点(t = −∞)から十分時間が経った段階で系に働くとして、その時の該当する系全体のハミルトニアンは次のように表される。
{\displaystyle H_{\text{total}}=H_{0}+H'(t)}
ここでH0 は外場のない時の系のハミルトニアンで、これは時間に依存しないとする。
外場H′(t)が次のように表現できるとする。
{\displaystyle H'(t)=-AF(t)}
ここでA は時間を含まない演算子で、系におけるある物理量を表す。F(t) はこの演算子を通じて系に作用する外場（の大きさ）であり、これは演算子ではないとする。F(t) は次を満たさなければならない。
{\displaystyle \lim _{t\to -\infty }F(t)=0}

### 密度行列
とする。ここで、系全体を記述する密度行列（統計演算子）を導入し、これを ρtotal  とすると Htotal の式に対応して系全体の密度行列は、
{\displaystyle \rho _{\text{total}}=\rho _{0}+\rho '(t)}
と表される。系全体の時間発展は次のフォン・ノイマンの式で表される。
{\displaystyle i\hbar {\partial \rho _{\text{total}} \over {\partial t}}=[H,\rho _{\text{total}}]}
ここで{\displaystyle \hbar =h/2\pi }、h はプランク定数、上式右辺の括弧は交換関係を表している。 ρ′(t) は外場に対応する密度行列であり、これは次を満たさなければならない。
{\displaystyle \lim _{t\to -\infty }\rho '(t)=0}
外場に関係する H′(t), ρ′(t) は、それぞれH0, ρ0 に対し十分に小さいものと考え、2次の項を無視すると以下が得られる。
{\displaystyle i\hbar {\partial \rho ' \over {\partial t}}=[H_{0},\rho ']+[H',\rho _{0}]}
次にρ′(t) を次のように表現し直す。
{\displaystyle {\bar {\rho }}'\equiv \exp \left({iH_{0}t \over \hbar }\right)\rho '(t)\exp \left({-{iH_{0}t \over \hbar }}\right)}
この時間発展は次のようになる。
{\displaystyle i\hbar {\partial {\bar {\rho }}'(t) \over {\partial t}}=[{\bar {H}}'(t),\rho _{0}]}
{\displaystyle {\bar {H}}'(t)=\exp \left({iH_{0}t \over \hbar }\right)H'(t)\exp \left({-{iH_{0}t \over \hbar }}\right)}
よって{\displaystyle {\bar {\rho }}'}の時間発展は
{\displaystyle {\bar {\rho }}'(t)={1 \over {i\hbar }}\int _{-\infty }^{t}[{\bar {H}}'(t'),\rho _{0}]dt'}
となり、外場 H′(t) の1次まで考えると、系全体の密度演算子は次のようになる。
{\displaystyle \rho _{\mathrm {total} }(t)=\rho _{0}+{1 \over {i\hbar }}\int _{-\infty }^{t}\exp \left({-{iH_{0}(t-t') \over \hbar }}\right)[{\bar {H}}'(t),\rho _{0}]\exp \left({iH_{0}(t-t') \over \hbar }\right)dt'}

### 物理量の期待値
ここで、 状態ρtotal(t) について時間に依らないある物理量 B の統計的期待値を取ると
{\displaystyle \langle B\rangle =\operatorname {Tr} (\rho (t)B)=\operatorname {Tr} (\rho _{0}B)+\operatorname {Tr} (\rho '(t)B)}
となる（Tr はトレース：対角和をとることを意味する）。ここで、上式最右辺の第一項の Tr 内は、時間に依存しないのでその期待値をゼロとみなす。従って問題となるのは第二項の部分で、H′(t) = −AF(t) 及び、Tr 内の演算は交換可能で、かつ演算子も循環的に演算順序を変えることができることから、Tr 及び B を積分内に移動し、B、{\displaystyle \exp(-iH_{0}(t-t')/\hbar )}の順にこれらを先頭に移動すると、
{\displaystyle {\begin{aligned}\operatorname {Tr} (\rho '(t)B)&={i \over {\hbar }}\operatorname {Tr} \left(\int _{-\infty }^{t}\exp \left({-{iH_{0}(t-t') \over \hbar }}\right)[A,\rho _{0}]\exp \left({iH_{0}(t-t') \over \hbar }\right)F(t')dt'B\right)\\&={i \over {\hbar }}\int _{-\infty }^{t}\operatorname {Tr} \left(B\exp \left({-{iH_{0}(t-t') \over \hbar }}\right)[A,\rho _{0}]\exp \left({iH_{0}(t-t') \over \hbar }\right)F(t')\right)dt'\\&={i \over {\hbar }}\int _{-\infty }^{t}\operatorname {Tr} \left(\exp \left({iH_{0}(t-t') \over \hbar }\right)B\exp \left({-{iH_{0}(t-t') \over \hbar }}\right)[A,\rho _{0}]F(t')\right)dt'\end{aligned}}}
となる。そして B を
{\displaystyle {\bar {B}}(t-t')=\exp \left({iH_{0}(t-t') \over \hbar }\right)B\exp \left({-{iH_{0}(t-t') \over \hbar }}\right)}
と表現し直し、{\displaystyle \,[A,\rho _{0}]}を前に置くと、
{\displaystyle \operatorname {Tr} (\rho '(t)B)=-{1 \over {i\hbar }}\int _{-\infty }^{t}\operatorname {Tr} \left([A,\rho _{0}]{\bar {B}}(t-t')\right)F(t')dt'}
と変形できる。以上で、F(t′) は先の定義により単なる大きさを表す量なのでどこにでも置くことができる。

### 応答関数・Green–Kubo公式
次に応答関数なるものを、
{\displaystyle \phi _{BA}(t)\equiv -{1 \over {i\hbar }}\operatorname {Tr} ([A,\rho _{0}]{\bar {B}}(t))={1 \over {i\hbar }}\operatorname {Tr} ([\rho _{0},A]{\bar {B}}(t))={1 \over {i\hbar }}\operatorname {Tr} ([A,{\bar {B}}(t)]\rho _{0})}
と定義すると、Tr(ρ′(t)B) は、
{\displaystyle \operatorname {Tr} (\rho '(t)B)=\int _{-\infty }^{t}\phi _{BA}(t-t')F(t')dt'}
と表せる。